# 普利亞霍瓦
49°44′27″N 28°43′57″E / 49.74083°N 28.73250°E
普利亞霍瓦（烏克蘭語：Пляхова），是烏克蘭的村落，位於該國西南部文尼察州，由赫米利尼克區負責管轄，始建於1663年，面積1.38平方公里，海拔高度282米，2001年人口654，人口密度每平方公里473.91人。